# Rupununi (sawanna)
Rupununi – sawanna w południowo-zachodniej Gujanie, w regionie Upper Takutu-Upper Essequibo. Sawanna jest przedzielona górami Kanuku na dwie części – północną i południową. Główną rzeką przepływającą przez obszar sawanny jest Rupununi.
Liczący ok. 13 000 km² obszar sawanny jest słabo zaludniony. Główną miejscowością w regionie jest miasto Lethem. Na sawannie na ograniczoną skalę prowadzona jest hodowla zwierząt, głównie bydła.
Sawanna Rupununi wraz z pokrytym lasem tropikalnym pasmem gór Kanuku charakteryzuje się dużą różnorodnością biologiczną – występuje tu ok. 1500 gatunków roślin, ponad 500 gatunków ptaków, a w okolicznych rzekach żyje ponad 400 gatunków ryb.